# Tanca de contenció

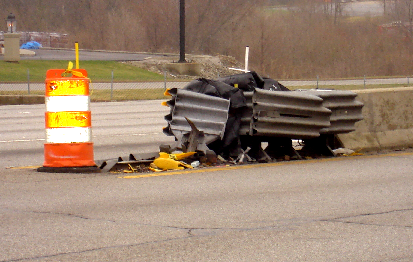
Un barril taronja indica que els cossos d'amortiment requereixen ser reparats després d'haver complert amb el seu objectiu. Els objectes més suaus del guarda-rail van ser destrossats abans que l'impacte arribés a la barrera de concret.

Una tanca o barrera de contenció pot ser present a prop de la trajectòria d'un objecte en moviment, on particularment existeix la probabilitat que hi pugui haver una col·lisió amb un dany relativament significant donat la seva massa i velocitat amb relació al seu contorn.

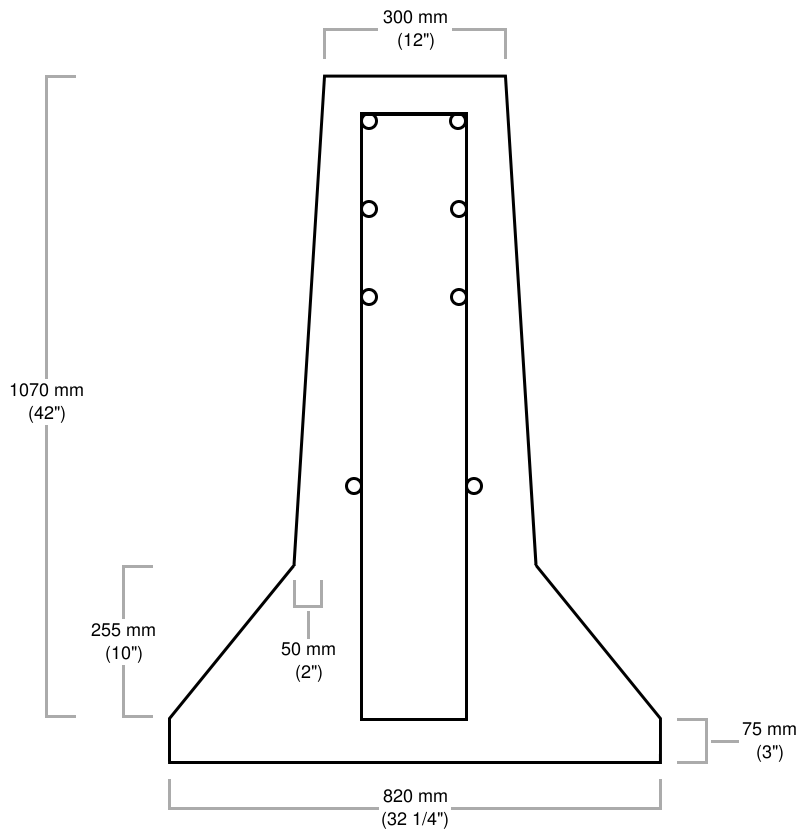
Tanca de contenció (tipus barrera Jersey) de 42 cm d'alçada per a desviar automòbils i semi-remolcs.

Ja que en la pràctica, hi ha diferents formes d'absorbir un cop, ja sigui mitjançant dissenys intencionals o emprant objectes de la natura, les propietats dels materials involucrats en el xoc són de gran importància en referència a l'esdeveniment, i com a conseqüència, als resultats.

## Vehicles en moviment
Una tanca o barrera s'arriba a albirar com a part del perímetre d'una pista en molts esdeveniments de les carreres competitives, especialment localitzades en corbes pronunciades. Com les barreres de contenció emprades en automobilisme i en altres esports motoritzats, que també són utilitzades en la prevenció viària.
Hi ha diferents tipus de barreres de contenció, unes són permanents o semipermanents i que s'han fet amb fusta i acer (o altres materials), i hi ha les proteccions que són modulars o constituïdes de diversos segments independents, com són: els barrils plàstics buits o plens d'aigua i també a vegades, plens de sorra.